# Siderische Periode
Siderische Periode (lateinisch sidus ‚Stern‘, Genitiv sideris) heißt in der Astronomie die Zeitspanne für eine vollständige Umdrehung (Rotation) oder für einen vollständigen Umlauf (Revolution) eines Himmelskörpers in Bezug auf den Fixsternhintergrund. Die siderische Periode der Umdrehung eines Himmelskörpers wird auch Rotationsperiode oder siderischer Tag genannt, die siderische Periode seines Umlaufes auch Umlaufzeit, Revolutionsperiode oder siderisches Jahr.
- Ein siderischer Tag entspricht der Zeitspanne einer vollständigen Umdrehung in Bezug auf den Fixsternhimmel. Ein siderischer Tag der Erde ist kürzer als ein mittlerer Sonnentag, beziehungsweise auch als ein bürgerlicher Tag, denn die Drehrichtungen der Bewegungen von Rotation (Umdrehung) und von Revolution (Umlauf) der Erde sind gleichsinnig. Während eines vollständigen Umlaufs um die Sonne vollführt die Erde daher bezüglich des Sternenhimmels (siderisch) genau eine vollständige Umdrehung mehr als jene, die bezüglich der Sonne (synodisch) durch den Wechsel von Tag und Nacht sichtbar werden. Die Bezeichnung siderisch ist von sidus ‚Stern‘ abgeleitet, da eine vollständige Umdrehung des Planeten der Dauer bis zur wiederkehrenden Kulmination eines Fixsterns am gleichen Standort entspricht.

Auch ein Sterntag ist kürzer, da bei dieser tropischen Periode der Frühlingspunkt als Bezugspunkt nicht wie ein Fixstern ortsfest ist, sondern sich gegenläufig verschiebt – im Zyklus der Präzession um 360 Grad in 25.800 Jahren, also 0,014 Grad oder 50 Winkelsekunden pro Jahr. Der dadurch entstehende Zeitunterschied zum siderischen Tag beträgt knapp 0,01 Sekunden.
- Ein siderisches Jahr entspricht der Zeitspanne eines vollständigen Umlaufs bezogen auf die gleiche Stellung vor dem Fixsternhintergrund. Für einen Planeten ist dies die Dauer seines Umlaufs um das Zentralgestirn, beispielsweise, bis er von der Sonne aus gesehen wieder die gleiche Fixsternposition einnimmt, beziehungsweise bis vom Planeten aus gesehen die Sonne nach Wanderung längs der Ekliptik durch den Tierkreis wieder dieselbe Position erreicht hat. Ein siderisches Jahr der Erde dauert derzeit im Mittel etwa 365,256 Tage, gemessen in SI-Einheiten, somit ungefähr 20 Minuten länger als ein  tropisches Jahr (bzw. auch ein bürgerliches Jahr), aufgrund der Präzession.

Als siderischer Monat wird die mittlere Zeitspanne bezeichnet, bis der Mond von der Erde aus gesehen wieder mit gleicher ekliptikaler Länge eine vergleichbare Fixsternposition hat. Diese Periode dauert etwa 27,322 Tage (siehe auch Mondbahn); sie entspricht dem siderischen Tag des Mondes, weil der Mond bei seinem Umlauf eine gebundene Rotation um die Erde ausführt.
Daneben sind noch weitere Zeitspannen definiert, deren Begriff als Monat bezeichnet wird:
Ein synodischer Monat ist die Zeitspanne, bis der Mond wieder in gleicher Elongation zur Erde steht, beispielsweise von Neumond zu Neumond, als mittlere Dauer von Lunationen, eine synodische Periode.
Ein tropischer Monat ist die Zeitspanne, für die der Frühlingspunkt als Bezugspunkt dient.
Ein drakonitischer Monat bezieht sich auf die Durchgänge durch denselben Mondknoten, eine drakonitische Periode.
Ein anomalistischer Monat ist die Periode aufeinanderfolgender Perigäums-Durchgänge, eine anomalistische Periode.

## Siderische Perioden im Sonnensystem
Die nachfolgende Tabelle gibt die Dauer siderischer Perioden der Planeten des Sonnensystems, eines Körpers im Asteroidengürtel (Ceres), von Transneptunischen Objekten (Pluto, Quaoar, Sedna und Leleākūhonua) und dem Kometen Hyakutake in (SI-)Tagen und (Erd-)Jahren an:
| Objekt       | siderische Umlaufperiode (Tage in d) | siderische Umlaufperiode (Tage in d) |
| ------------ | ------------------------------------ | ------------------------------------ |
| Merkur       | 00.087,969 Tage                      | ≈00.000,241 Jahre                    |
| Venus        | 00.224,701 Tage                      | ≈00.000,615 Jahre                    |
| Erde E1      | 00.365,256 Tage                      | ≈00.001 (siderisches) Jahr           |
| Mars         | 00.686,980 Tage                      | ≈00.001,881 Jahre                    |
| Ceres        | 00.1.681,404 Tage                    | ≈00.004,603 Jahre                    |
| Jupiter      | 00.4.332,66 Tage                     | ≈00.011,862 Jahre                    |
| Saturn       | 00.10.759,7 Tage                     | ≈00.029,458 Jahre                    |
| Uranus       | 00.30.686,6 Tage                     | ≈00.084,014 Jahre                    |
| Neptun       | 00.60.191,6 Tage                     | ≈00.164,793 Jahre NP                 |
| Pluto        | 00.90.560 Tage                       | ≈00.247,9 Jahre NP                   |
| Quaoar       |                                      | ≈00.≈285 Jahre                       |
| Sedna        |                                      | ≈00.≈12.600 Jahre                    |
| Leleākūhonua |                                      | ≈00.≈34.000 Jahre                    |
| Hyakutake    |                                      | ≈00.≈98.000 Jahre                    |

E1 Zur Bahnperiode der Erde siehe Erdbahn
NP Die Bahnperioden von Neptun und Pluto sind so lang, dass die moderne Astronomie sie noch nicht vollständig erfasst hat. Die angegebenen Werte beruhen auf Planetentheorien (wie der VSOP 87), die in Modellrechnungen dann sinnvolle Ergebnisse liefern. Die Bestätigung durch Messung steht aber noch aus. Am 11. April 2009 hat Neptun seine erste vollständig beobachtete Periode vollendet, und kann relativ genau angegeben werden.
(Zum tabellarischen Vergleich mit ihren synodischen Perioden siehe auch Tabelle: Umlaufzeiten im Sonnensystem)